# Скорятин, Фёдор Николаевич
Фёдор Николаевич Скорятин (17 июля 1917, Курск — 28 апреля 1944, Севастополь, Крымская АССР) — старший сержант Рабоче-крестьянской Красной Армии, участник Великой Отечественной войны, Герой Советского Союза (1945).

## Биография
Фёдор Скорятин родился в 1917 году в Курске в семье рабочего. Детские и юношеские годы провёл в Курске, учился в школе № 9. После окончания начальной школы работал слесарем. В 1938 году Скорятин был призван на службу в Рабоче-крестьянскую Красную Армию. С начала Великой Отечественной войны — на её фронтах.
К апрелю 1944 года старший сержант Фёдор Скорятин временно исполнял обязанности командира взвода 57-го отдельного штурмового инженерно-сапёрного батальона 12-й штурмовой инженерно-сапёрной бригады, 51-й армии, 4-го Украинского фронта. Отличился во время освобождения Севастополя. В ночь с 27 на 28 апреля 1944 года Скорятин с двумя товарищами пополз к доту, находящемуся в районе Сапун-горы. Несмотря на полученное ранение, ему удалось подобраться к доту и двумя связками гранат подавить его. В том бою Скорятин погиб.
Указом Президиума Верховного Совета СССР от 24 марта 1945 года старший сержант Фёдор Скорятин посмертно был удостоен высокого звания Героя Советского Союза. Также был награждён орденами Ленина, Отечественной войны 1-й степени и Красной Звезды, медалью «За отвагу».
Похоронен на кладбище посёлка Дергачи в черте Севастополя.

## Память
Бессмертный подвиг сапёра Федора Скорятина, ценой своей жизни проложившего последний проход к вражескому блиндажу, был запечатлён на живописном полотне диорамы «Штурм Сапун-горы», написанной коллективом художников студии военных художников имени Грекова под руководством П. Т. Мальцева, которая установлена в мемориальном музее на Сапун-горе.